# جشنواره بین‌المللی فیلم مستند آمستردام
جشنوارهٔ بین‌المللی فیلم مستند آمستردام یا ایدفا (هلندی: International Documentary Filmfestival Amsterdam یا IDFA) یک جشنواره فیلم مستند است که به صورت سالانه در آمستردام پایتخت هلند برگزار می‌شود.
این جشنواره یکی از معتبرترین جشنواره‌های فیلم مستند در جهان است.
این جشنواره معتبر جهانی که مورد تایید آکادمی اسکار می  ، شامل بخش های مختلفی همچون بخش های رقابتی فیلم های کوتاه ، نیمه بلند ، بلند ، کودک نوجوان (kids and Docs)  و اولین حضور ها ( First appearance ) ، ایدفا آکادمی ، بازار (docs for sale ) ، فروم و... می‌باشد.